# Phytomyza rhodiolae
Phytomyza rhodiolae este o specie de muște din genul Phytomyza, familia Agromyzidae, descrisă de Griffiths în anul 1976.
Este endemică în Yukon. Conform Catalogue of Life specia Phytomyza rhodiolae nu are subspecii cunoscute.